# Ружица Балшич

Ружица Балшич или Ружина Балшич е последната средновековна владетелка на Канина и Валона (1415-1417), като част от Валонското княжество. Дъщеря е на Балша II и Ксения Иванина Комнина и съпруга на Мъркоша Жаркович, който е внук на велбъждския деспот Деян. По майчина линия е внучка на Иван Комнин, който е брат на царица Елена и Търновския цар Иван Александър. Умира след 1421 г., най-вероятно и след 1426-1430 г.
След превземането на двата града от османците тя се спасява в бащините си владения в Зета, където нейният племенник Балша III ѝ предоставя управлението на град Будва. Ружица е прославена героиня от народния епос от онова време (виж бугарщици).
Ружица става символ на съпротивата срещу османските нашественици на Балканския полуостров. През 15 век е издигната църквата „Ружица“ в нейна чест и памет, която да поддържа жив българския дух срещу поробителите в Белградската област, ведно с мощите на света Петка Българска. През 1521 г. Сюлейман Великолепни превзема Белград (виж Обсада на Белград (1521)) и на следващата 1522 г. българите от града и околността са изселени по Виа Милитарис в Източна Тракия, с което се слага край на българската съпротива срещу османските поробители в района.

## Народни песни
| „ | Ой, Ружице Румена Що си се рано развила? Ой, Ружице Ружо Румена Що си се рано развила? Рано си се развила Що си ми главу спустила? Рано си се рано развила Що си ми главу спустила? Драги ми е отишал отишал ми е далеко Драги ми е отишал отишал ми е далеко Драги ми е отишал отишал ми е далеко За три горе високе За три горе дубоке За три горе високе За три горе дубоке За три горе високе За три горе дубоке Не че ми се вратити За две, за три, године Не че ми се вратити За две, за три, године Ой, Ружице Ружо Румена Що си се рано развила? Ой, Ружице Ружо Румена Що си се рано развила? | “ |

бугарщица
Забележка: Драги е название на нейния съпруг по неговия род Драгаши.